# Nou mètode austríac
|  | Aquest article tracta sobre nou mètode austríac. Vegeu-ne altres significats a «Neue Mozart-Ausgabe». |

El nou mètode austríac, també conegut amb les sigles N.M.A. o N.A.T.M. (aquestes últimes de l'anglès New Austrian Tunneling Method), és una metodologia d'aplicació de sosteniment de túnels excavats subterràniament que funciona bé en roques i sòls durs sobre el nivell freàtic. A diferència dels anomenats mètodes tradicionals (vegeu mètode belga, mètode austríac o mètode alemany) amb el N.M.A. s'avança (normalment amb voladures o fresadora) amb un front ampli sense sostenir i no s'intenta minimitzar la tendència natural del terreny de tancar-se: únicament, es tracta de col·locar només el sosteniment mínim necessari per evitar el col·lapse del túnel, estalviant així bona part dels sosteniments usats en altres mètodes. Així, en un túnel excavat amb el N.M.A. es deixa que el mateix terreny es vagi deformant, de manera que disminueixen les seves tensions i el terreny es converteix en un element més de sosteniment.
Va ser desenvolupat entre 1957 i 1965, principalment per Ladislaus von Rabcewicz, Leopold Müller, i Franz Pacher i fou presentat el 1962 a Salzburg. Cal continuar usant l'adjectiu nou per diferenciar-lo del mètode austríac tradicional, mètode d'excavació consistent en l'avanç en petites galeries independents (com en tots els mètodes tradicionals). D'aleshores ençà ha estat el sistema d'execució de túnels de més èxit tot i els riscos que comporta si el terreny real no és el que s'ha previst.
La primera vegada que es va usar el N.M.A. als Països Catalans va ser en la construcció del túnel de la Rovira, a Barcelona.

## Descripció
A mesura que s'avança en la perforació d'un túnel excavat mitjançant el N.M.A. s'escull el sistema de sosteniment en funció de les característiques del terreny travessat: tipus de roca, presència de falles, classificació geomecànica, etc. El mètode de sosteniment escollit ha de ser el mínim per evitar el col·lapse del túnel però no és necessari ni minimitzar les deformacions ni sostenir just al front com passa amb els mètodes tradicionals. De fet, la distància màxima entre el sosteniment i el front és un dels paràmetres a escollir segons el terreny travessat; s'anomena avanç i pot arribar a més de quatre metres en roques de bona qualitat.
Els possibles sistemes de sosteniment solen ser:
- Revestiment de la volta del túnel amb una capa de formigó projectat d'entre 20 i 30 cm de gruix armada amb una malla electrosoldada.
- Revestiment de la volta del túnel amb una capa de formigó amb fibres d'entre 20 i 30 cm de gruix, projectat i sense armar.
- Encavallades cada certa distància (el perfil, la mida i l'interespaiat de les bigues es tria segons el terreny excavat).
- Tirants d'ancoratge (la densitat dels mateixos és també escollida segons el terreny travessat).
- Execució d'una contravolta de formigó a la solera del túnel.
- Alguna combinació dels anteriors.

Si el front és molt poc estable, també és típic avançar després de col·locar un paraigües o bé deixar el front en talús.
Un cop el sosteniment primer és col·locat, es mesuren contínuament les deformacions del túnel. Si la volta es tanca de la forma prevista, no cal augmentar el sosteniment (tot i que se segueix auscultant). Si, en canvi, el túnel té tendència a tancar-se sense tendir a l'estabilització o ho fa més ràpidament del que es preveia, o fins i tot, si hi ha algun petit col·lapse en forma de xemeneia, s'augmenten els sistemes de revestiment de la zona (més densitat de tirants d'ancoratge, encavallades i/o aplicació d'una capa extra de formigó projectat). D'aquesta manera, el sosteniment del túnel no només s'adapta al que es té previst sinó també a la resposta del terreny.
El N.M.A. permet avançar a secció sencera o en dues mitges seccions (primer en calota i seguidament en destrossa). El sistema d'avanç pot ser amb fresadora o bé amb voladures (si s'usen explosius cal tenir en compte l'alteració que pateix la roca del contorn del túnel i també les possibles vibracions que puguin produir-se si s'està en zona urbana o bé si hi ha alguna estructura que pugui ser danyada a prop).
Les subsidències produïdes en superfície són generalment més elevades que les que es produeixen amb altres mètodes com els tradicionals o amb les tuneladores. Cal anar amb compte doncs si s'està sota zona urbana.

## Accidents del mètode
Tot i que el N.M.A. s'ha usat molt i a tot el món també ha estat durament criticat des de la seva presentació, sobretot pel fet de deixar el front de l'excavació desprotegit. En efecte, l'experiència ha demostrat que és un sistema barat, adaptable, segur i senzill per a roques i sòls durs i cohesius amb absència d'aigua però les conseqüències poden ser desastroses si es travessen materials de més baixa qualitat i no es detecta o quan apareix aigua. Això és especialment problemàtic amb el nou mètode austríac perquè s'avança amb fronts grans i totalment desprotegits.
En terrenys de mala qualitat són freqüents l'aparició de xemeneies per inestabilitat del front, xemeneies que poden convertir-se en col·lapses globals. Però la inestabilitat del front no ha estat l'única causa dels col·lapses del mètode. També s'han donat casos de col·lapses per una mala execució de la contravolta (o per la seva no execució), per deixar massa distància entre calota i destrossa o bé per excavar amb avanços massa elevats.
L'accident més greu va ser el col·lapse d'un túnel que es construïa pel metro de Múnic el 27 de setembre de 1994. Van morir-hi diverses persones. El túnel s'excavava íntegrament en un estrat de margues relativament compactes, i segons els sondeigs, existia sempre un gruix de margues de més de 1.5 metres sobre la clau del túnel abans d'arribar a l'estrat més superficial de graves. Malauradament, els sondeigs no van detectar una disminució d'aquest gruix en el lloc on es va produir l'accident quan s'estava excavant l'espai per la contravolta en bandes massa amples. El mecanisme creat va provocar un enorme esvoranc en superfície on va caure-hi un autobús.
Als Països Catalans, l'accident més greu fou l'esfondrament del Carmel (27 de gener de 2005) quan un túnel per a cua de maniobres de l'ampliació de la línia 5 del metro de Barcelona va col·lapsar. A conseqüència de l'esfondrament, el garatge del carrer Calafell 12 de Barcelona va desaparèixer en un esvoranc de 18 metres de diàmetre i 35 de profunditat. No fou un col·lapse dels més freqüents en el N.M.A., ja que la ruptura es va produir en el moment d'excavar-se una contravolta uns quants mesos després d'excavar el túnel. No hi va haver víctimes mortals, ja que s'havien desallotjat dos immobles arran d'uns despreniments el dia anterior, però després del col·lapse global van ser desallotjades 1057 persones i es van haver d'enderrocar quatre immobles. L'episodi va provocar una greu crisi política.